# Маяк (Олов'яннинський район)
Мая́к (рос. Маяк) — селище у складі Олов'яннинського району Забайкальського краю, Росія. Входить до складу Мирнинського сільського поселення.
Стара назва — Совхоз Турга.

## Населення
Населення — 134 особи (2010; 193 у 2002).
Національний склад (станом на 2002 рік):
- росіяни — 92 %